# 定山渓駅
定山渓駅（じょうざんけいえき）は、かつて北海道札幌市南区の定山渓鉄道線にあった駅である。定山渓温泉の玄関口であったが、定山渓鉄道線の廃線により1969年（昭和44年）に廃駅となった。
定山渓鉄道線電化の際、木造2階建ての二代目駅舎が初代から70 m東寄りに移設された。二代目駅舎は立派な建物だったので、大型の台風が襲来したときは近隣住民の避難場所となったという。
現在は「定山渓スポーツ公園」に跡地としての案内板を残すのみとなっている。

## 歴史
- 1918年（大正7年）10月17日：開業[1]。
- 1929年（昭和4年）10月25日：定山渓鉄道線電化。この頃、二代目駅舎が竣工。
- 1969年（昭和44年）11月1日：定山渓鉄道線廃止に伴い廃駅。
- 1976年（昭和51年）：駅舎解体。

## 隣の駅
定山渓鉄道
定山渓鉄道線
白糸の滝停留所 - 定山渓駅